# Verticordia granulifera
Verticordia granulifera is een tweekleppigensoort uit de familie van de Verticordiidae. De wetenschappelijke naam van de soort is voor het eerst geldig gepubliceerd in 1885 door Verrill.